# کریستف مانن
کریستف مانن (فرانسوی: Christophe Manin‎؛ زادهٔ ۱۲ ژوئیهٔ ۱۹۶۶) دوچرخه‌سوار اهل فرانسه است.